# Cédula de um real
A cédula de um real começou a ser produzida pela Casa da Moeda do Brasil em 1994 e entrou em circulação a partir do dia 1 de julho daquele ano, quando o Plano Real veio a substituir a moeda então em vigor. Atualmente, ela não está mais sendo produzida, porque foi substituída pela moeda de um real, tornando possível o pagamento com cédulas apenas para valores superiores a partir de R$ 2,00.

## Principais características da cédula
- Dimensões: 140 x 65 mm.
- Cor predominante: verde
- Efígie Simbólica da República, interpretada sob a forma de escultura.
- Gravura de um Beija-Flor, pássaro típico do continente americano. Existem mais de 100 espécies de beija-flor no Brasil, dentre elas o beija-flor-de-peito-azul (Amazilia lactea), a espécie representada na cédula.

## Estampas

### A (1994-1997)
Esta primeira estampa foi emitida pela Casa da Moeda do Brasil com os mesmos elementos de segurança em todas as notas do padrão, tendo todas elas a efígie da República na marca d'água e no motivo da nota, bem como o fio de segurança em todas as cédulas. No entanto, por conta de recorrentes falsificações que usavam cédulas de menor valor para falsificação de cédulas de valor mais alto, as cédulas desta estampa foram substituídas pelas da Estampa B a partir de 1997.

### B (1997-2003)
Por conta do aumento das falsificações, foi emitida uma segunda estampa desta cédula, que traz algumas pequenas mudanças em relação as cédulas da estampa anterior, sendo que a marca d'água da nota foi substituída pela bandeira nacional, bem como a supressão do fio de segurança, bem como a impressão mais lisa do motivo do reverso da nota.
Estas cédulas foram emitidas até 2003, quando foram introduzidas novas mudanças nesta cédula, com a introdução da Estampa C.

### C (2003-2005)
Em setembro de 2003, a cédula de 1 real sofreu novas alterações: passou a ter aposta a expressão "REPÚBLICA FEDERATIVA DO BRASIL" no alto, enquanto a expressão "BANCO CENTRAL DO BRASIL" passou para a parte baixa da cédula, próxima da palavra "Real".
Além disso, o registro coincidente do brasão estilizado da República do Brasil passou a ser semelhante ao existente nas cédulas de 2 e de 20 reais — característica se manteve até o fim da emissão dessas cédulas, em 2005 .
Desde então, as cédulas de 1 real passaram a ser gradualmente substituídas pelas moedas cunhadas em metal, sendo hoje raras as cédulas em circulação com tal valor de face.